# Università del Galles del Sud
L'Università del Galles del Sud (in inglese: University of South Wales, in gallese: Prifysgol De Cymru abbreviata: USW) è un'università pubblica in Galles, Regno Unito, con campus a Cardiff, Newport e Pontypridd. È stata fondata l'11 aprile 2013 ma trova le sue origini nel 1841 ed è il risultato della fusione dell'Università di Glamorgan e dell'Università del Galles, Newport. L'università è la seconda più grande del Galles in termini di numero di studenti e offre circa 500 corsi di laurea e post-laurea. L'università ha tre principali facoltà distribuite nei suoi campus nel Galles del Sud.
Il Cancelliere è Rt Revd e Rt Hon Lord Williams di Oystermouth.

## Storia
Le origini dell'università di South Wales corrispondono a quelle della fondazione del Newport Mechanics' Institute nel 1841. Successivamente, il Newport Mechanics' Institute divenne l'Università del Galles, Newport. Nel 1913 fu istituita la South Wales and Monmouthshire School of Mines. La scuola delle miniere divenne in seguito il Politecnico del Galles, prima di ottenere lo status di Università di Glamorgan nel 1992. Il nome della nuova università nata dalla fusione è stato scelto dopo un esercizio di ricerca tra le parti interessate e annunciato nel dicembre 2012 dalla futura vice-cancelliera dell'università, Julie Lydon, che si è ritirata nel 2021.
Nel 2020 l'università ha stretto un'alleanza strategica con l'Università del Galles Trinity Saint David tramite un atto di associazione. Una dichiarazione congiunta ha affermato che le due università avrebbero lavorato "insieme per una missione nazionale per rafforzare la capacità di innovazione del Galles, sostenendo la rigenerazione economica e il rinnovamento delle sue comunità", pur mantenendo la propria autonomia e identità distintiva.
Date importanti:
- 1841: Apertura del Mechanics Institute, Newport
- 1913: Apertura della South Wales and Monmouthshire School of Mines, Treforest
- 2013: Fusione tra l'Università di Glamorgan e l'Università del Galles, Newport
- 2014: Nomina di Rowan Williams a Cancelliere
- 2015: Chiusura del campus di Londra
- 2016: Chiusura del campus di Caerleon
- 2020: Chiusura del campus di Dubai

## Studenti
Alla sua fondazione è stato riportato che l'università contava più di 33.500 studenti provenienti da 122 paesi ed era la sesta più grande del Regno Unito e la più grande del Galles.

## Organizzazione
L'università fa parte del gruppo University of South Wales che comprende l'università, il Royal Welsh College of Music and Drama e il Merthyr Tydfil College.
L'università ha una rete di 106 college partner, università, istituti di istruzione superiore o organizzazioni che offrono i programmi di istruzione superiore o i corsi di accesso dell'University of South Wales nel Regno Unito e in altri 18 paesi.

### Facoltà
L'università ha tre facoltà distribuite nei suoi campus nel Galles sud-orientale.

### Facoltà di Informatica, Ingegneria e Scienze
- Facoltà di Informatica e Matematica
- Facoltà di Ingegneria
- Facoltà delle Scienze Applicate

### Facoltà di Business e Industrie Creative
- Facoltà di Design e Digital
- Facoltà di Produzione e Performance
- Facoltà di Business del Galles del Sud

### Facoltà di Scienze della Vita ed Educazione
- Facoltà di Psicologia e Studi Terapeutici
- Facoltà di Educazione, Prima Infanzia e Lavoro Sociale
- Facoltà di Salute, Sport e Pratica Professionale
- Facoltà di Scienze della Cura

L'università dispone di una scuola di cinema, strutture per l'animazione, studi di trasmissione, una scuola di fotografia, poeti, sceneggiatori e autori, nonché del conservatorio nazionale di musica e teatro, il Royal Welsh College of Music and Drama, come sussidiaria interamente controllata. Offre una gamma di qualifiche che vanno dall'istruzione superiore ai diplomi di laurea fino agli studi di dottorato. In quanto università post-1992, offre una gamma di materie STEM.

## Campus
L'università ha tre principali campus situati nel Galles del Sud:

### Cardiff
La Facoltà di Business e Industrie Creative si trova nel campus di Cardiff. L'edificio Atrium è l'unico edificio del campus, originariamente aperto dall'Università di Glamorgan nel 2007, e successivamente ampliato con un costo di £14,7 milioni per sostituire il campus di Caerleon. L'edificio è stato riaperto nel settembre 2016. Il campus includeva anche l'edificio Atlantic House, che è stato chiuso a causa del calo del numero di studenti.

### Newport
Il campus più recente dell'università è il campus da £40 milioni sulla riva ovest del fiume Usk nel centro della città di Newport. Il 'City Campus' è stato costruito per l'Università del Galles, Newport ed è stato inaugurato nel 2011 da Sir Terry Matthews. Originariamente costruito per ospitare una varietà di corsi di laurea e post-laurea per la Newport Business School, la Newport Film School e il dipartimento di arte e design dell'università, ora ospita dipartimenti e corsi principalmente della Facoltà di Scienze della Vita e Educazione tra cui insegnamento, lavoro sociale e lavoro giovanile, oltre a alcuni corsi di business insieme alla National Cyber Security Academy.

### Pontypridd
Questo era precedentemente il campus principale dell'Università di Glamorgan. Attualmente è il campus più grande dell'università e include molteplici strutture tra cui un centro sportivo coperto e la students union. Il campus è diviso in tre parti:
1) Treforest – Ospita la Scuola di Ingegneria, la Scuola di Informatica e Matematica e la South Wales Business School. La scuola di specializzazione dell'università, la biblioteca principale e i dipartimenti amministrativi si trovano nel sito di Treforest.
2) Glyntaff – Dove sono situati i dipartimenti di infermieristica e scienze. Il campus è diviso in Lower Glyntaff, dove si concentra l'infermieristica, e Upper Glyntaff, dove sono situate le Scienze Applicate. L'edificio Alfred Russel Wallace, intitolato al naturalista gallese, è un esempio impressionante dell'architettura del Galles del Sud, essendo stato una scuola grammaticale edoardiana per ragazzi costruita in uno stile drammatico tipico.
3) Sport Park – Situato nel Treforest Industrial Estate, ospita diversi spazi didattici e strutture per i corsi sportivi.

## Campus Passati

### Caerleon
Caerleon è situata alla periferia settentrionale di Newport. In passato il secondo campus più grande dell'università, ospitava una varietà di corsi di laurea e post-laurea, tra cui educazione, sport, storia, design di moda, arte e fotografia. Il campus disponeva di ampie strutture sportive, una biblioteca, un negozio dell'unione degli studenti e un bar dell'unione degli studenti. Era precedentemente il campus principale dell'Università del Galles, Newport. Nel 2014 l'Università del Galles del Sud annunciò la chiusura del campus di Caerleon nel 2016. L'università citò la necessità di investire circa £20 milioni per migliorare e aggiornare le strutture come principale motivo della sua chiusura. L'università trasferì i corsi nei campus di Newport City e Cardiff, dove investì £14,7 milioni per estendere e aggiornare l'edificio Atrium. Il campus aprì nel 1914 e chiuse il 31 luglio 2016, dopo 102 anni.
L'università sta progettando di vendere il campus per lo sviluppo residenziale ma c'è una forte opposizione alla riqualificazione pianificata da parte dei residenti locali. La Caerleon Civic Society ha chiesto a Cadw, l'ente che si occupa dei monumenti storici e degli edifici in Galles, di conferire allo storico edificio principale edoardiano lo status di edificio di interesse storico di grado II per salvarlo dalla demolizione. Il 7 agosto 2016 il governo gallese annunciò che avrebbe raccomandato che l'edificio principale, le casette del cancello e i pilastri del cancello fossero elencati come 'edifici di particolare interesse architettonico e storico'. L'Università del Galles del Sud ha espresso il proprio continuo dissenso nei confronti dell'elenco proposto, ma l'annuncio è stato accolto positivamente dai politici locali e dalla Caerleon Civic Society. Il 3 marzo 2017 è stata confermata l'attribuzione del grado II per l'Edificio Principale, la Residenza del Preside, i Pilastri del Cancello e la Casa del Custode/Giardiniere.

### Dubai, Emirati Arabi Uniti
Un nuovo campus è stato aperto a Dubai nel settembre 2018 a Dubai South, situato vicino all'aeroporto internazionale Al-Maktoum. I corsi offerti includevano lauree triennali britanniche tra cui Ingegneria della Manutenzione Aeronautica e corsi post-laurea come la MSc in Logistica Internazionale e Gestione della Catena di Approvvigionamento. A partire dal settembre 2020 è stato annunciato che il campus non avrebbe accettato ulteriori iscrizioni e sarebbe stato chiuso.

### Londra
Nel 2014 l'USW ha speso circa £300.000 per sviluppare un campus nella zona dei Docklands di Londra ma nel gennaio 2015 ha cancellato il progetto prima di accogliere studenti. L'università ha descritto questo come un test di mercato ma ha citato problemi creati dalle nuove regolamentazioni dei visti nel Regno Unito.

## Reputazione e Classifiche

### Classifiche
Nel 2017 l'università è entrata nella top 5% delle università nel mondo secondo il Times Higher Education World University Rankings.

### National Cyber Security Academy
Nel 2016 l'università ha lanciato la National Cyber Security Academy. Questa accademia è una joint venture con partner industriali e il governo gallese ed è stata riconosciuta dall'organizzazione nazionale di sicurezza del Regno Unito GCHQ.

### Ricerca
L'università è una delle cinque principali università del Galles e un membro del gruppo St David's Day. I suoi precursori sono state riconosciute per aver prodotto ricerche di livello mondiale e internazionalmente eccellenti in aree specialistiche come ingegneria meccanica, aeronautica e manifatturiera, lavoro sociale, politica sociale e amministrazione, istruzione, storia, arte e design, infermieristica e ostetricia, architettura e ambiente costruito, lingua e letteratura inglese, studi sulla comunicazione, cultura e media, studi sportivi. Anche al giorno d'oggi continua ad essere un'istituzione che si occupa di ricerca e offre Master di ricerca e Dottorati.
L'università ha fornito una piattaforma di partnership per think-tank come la Joseph Rowntree Foundation per sviluppare dibattiti sulla riforma delle politiche pubbliche nel Regno Unito.
Il più recente Research Excellence Framework del 2021 ha rilevato un miglioramento complessivo nelle performance di ricerca dell'università con un aumento del 49% della ricerca di livello mondiale dal 2014. L'università è al primo posto nel Regno Unito per la ricerca d'impatto nelle Professioni Sanitarie Alleate, Odontoiatria, Infermieristica e Farmacia; nei Sistemi Terrestri e Scienze Ambientali; in Informatica; nelle Scienze dello Sport e dell'Esercizio, Tempo Libero e Turismo; in Storia; in Musica, Teatro, Danza, Arti Performative, Studi Cinematografici e dei Media; e in Lavoro Sociale e Politica Sociale.

## Studenti

### Student Union
La University of South Wales Students' Union è l'unione degli studenti dell'università. Esiste per supportare e rappresentare gli studenti dell'università. È un'organizzazione guidata dai membri e tutti gli studenti sono automaticamente membri. Offre diversi eventi, feste e club.

### Alloggi
Pontypridd dispone di residenze universitarie e strutture nel campus di Treforest. Gli studenti che studiano nel campus di Cardiff dell'università hanno accesso a residenze universitarie private, condivise con le altre università della città. L'edificio Newport City ha vicine residenze private per studenti.

## Alunni celebri

### Artisti e fotografi
- Roger Cecil, pittore, artista di tecniche miste
- Maciej Dakowicz, fotografo e fotoreporter
- Ken Elias, artista
- Tracey Moberly, artista interdisciplinare
- Tish Murtha, fotografa documentarista
- Autori e scrittori creativi
- Carole Bromley, poetessa
- Emma Darwin, romanziera
- Philip Gross, poeta, romanziere, drammaturgo e accademico
- Paul Groves, poeta
- Maria McCann, romanziera
- Gareth L. Powell, autore di fantascienza
- Dan Rhodes, scrittore
- Rachel Trezise, autrice
- Camilla Way, autrice
- Tine Wittler, scrittrice e presentatrice

### Affari e legale
- Joe Blackman, imprenditore, Ambasciatore di The Princes Trust, CEO di Collection 26
- Christopher Chung Shu-kun, BBS, JP, membro del Consiglio Legislativo di Hong Kong
- Trudy Norris-Grey, Microsoft
- Gemma Hallett, imprenditrice e fondatrice di miFuture
- Cinema
- Gareth Evans, regista e sceneggiatore
- Philip John, regista e sceneggiatore
- Kirk Jones, regista e sceneggiatore
- Asif Kapadia, regista
- Justin Kerrigan, scrittore e regista
- Teddy Soeriaatmadja, regista
- Peter Watkins-Hughes, scrittore/regista premiato con il BAFTA Cymru
- Scott Barley, regista

### Professionisti sanitari
- Sue Bale OBE, Direttrice del South East Wales Academic Health Science Partnership
- Benjamin Cowley MBE, musicoterapista
- Personalità dei media e interpreti
- Jayde Adams, comica, attrice, scrittrice e cantante
- Behnaz Akhgar, presentatrice meteorologica
- Max Boyce MBE, intrattenitore
- Lorna Dunkley, lettrice di notizie e presentatrice
- Ben Green, attore comico
- Harry Greene, personalità televisiva
- Mark Labbett, personalità televisiva
- Nicola Miles-Wildin, interprete

### Musicisti
- Richard James Burgess, produttore, musicista, innovatore della musica digitale
- Martin Goldschmidt, co-fondatore e direttore amministrativo dell'etichetta discografica indipendente britannica Cooking Vinyl
- Mike Howlett, musicista e produttore musicale
- Jon Maguire, cantautore ed ex membro del duo Lilygreen & Maguire
- Sion Russell Jones, cantante e cantautore
- Ian Watkins, cantante del gruppo rock Lostprophets
- Holding Absence, band rock britannica

### Politici
- Kevin Brennan, politico
- Suzy Davies
- Jill Evans, eurodeputata per il Galles
- Catherine Thomas
- Leanne Wood, ex leader del partito Plaid Cymru
- Emma Wools, Commissaria per la Polizia e la Criminalità del Galles del Sud

### Scienziati
- Randii Wessen

### Sportivi
- Matthew Jarvis, giocatore di rugby
- Rupert Moon, giocatore di rugby e imprenditore
- Darren Morris, giocatore di rugby
- Gemma Hallett, giocatrice di rugby
- Jamie Robinson, giocatore di rugby
- Nigel Walker, ex olimpionico e giocatore di rugby per il Galles, Direttore Nazionale presso l'English Institute of Sport